# Oregon Route 138

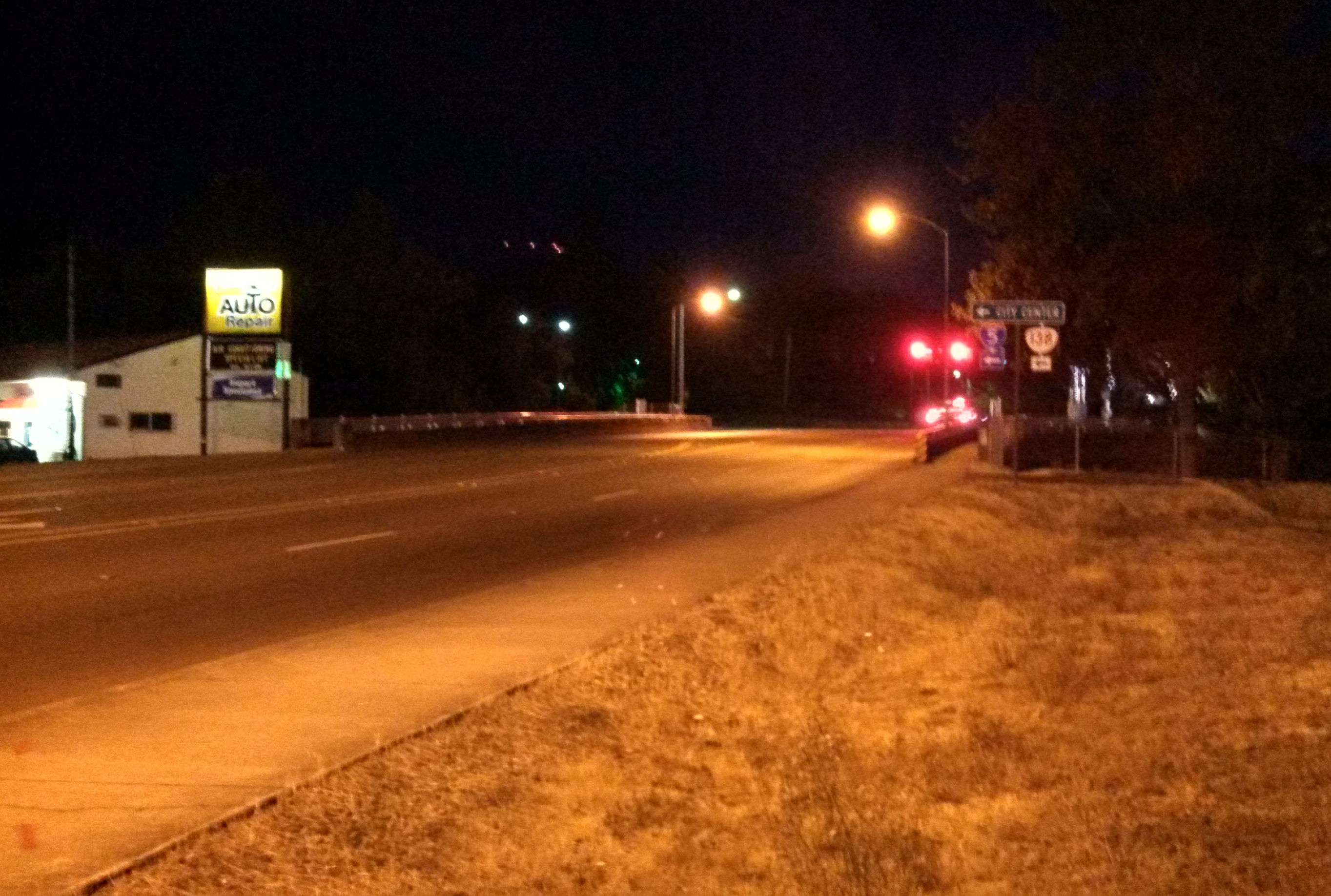
Az OR 99 kereszteződése

Az Oregon Route 138 (OR-138) egy  oregoni állami országút, amely kelet–nyugati irányban a 38-as út elktoni kereszteződése és a U.S. Route 97 Diamond Lake Junctionben elhelyezkedő csomópontja között halad.
Az út két szakaszból (North Umpqua Highway No. 138 és Elkton–Sutherlin Highway No. 231) áll.

## Leírás
A szakasz Elktontól délkeletre, az Umpqua-folyó ellenkező partján kezdődik déli irányban. Az út a folyó keresztezése után áthalad Kelloggon, majd újra átfut a víz felett. Körülbelül hét kilométeren át a vízparton haladva délkeletre tér ki, majd Umpquától Roseburgig az Interstate 5-tel közös pályán halad. Mielőtt letérne az autópályáról, keresztezi az Északi-Umpqua-folyót, majd a városba érve a 125-ös lehajtótól önálló nyomvonalat követ. Kelet felé a szakasz elhalad a dixonville-i elágazás mellett, majd északkeletre fordul, ezután Glide-ba érkezik, ahol az északi folyószakaszon való újabb áthaladást követően a vízfolyás végéig, Toketee Falls-ig annak partján halad. Diamond Lake és az azonos nevű Gyémánt-tó előtt a pálya délre fordul, majd a 230-as utat keresztezve keleti irányban Diamond Lake Junctionbe ér, ahol a US 97-be torkollik.
A Roseburg és Diamond Lake közti szakasz a Rogue–Umpqua-, a korábbi OR 209 és a US 97 közti pedig a Volcanic Legacy Scenic Byway része.